# سی-۸۰۲
ینگ‌جی-۸۲ یا وای‌جی-۸۲ (به چینی: 鹰 击 -۸۲) یک موشک ضد کشتی چینی (نام ناتو: CSS-N-8 Saccade) است که برای اولین بار در سال ۱۹۸۲ توسط شرکت هایینگ چین رونمایی گردید.
وای‌جی-۸۲ با بازتاب راداری کمی، ارتفاع پروازی پایین (تنها ۵ تا ۷ متر بالاتر از سطح دریا) و دارا بودن سیستم هدایت با قابلیت مقابله با جمینگ قوی باعث می‌شود تا کشتی مورد هدف شانس کمی برای رهگیری و منحرف نمون این نوع موشک داشته باشد.

براساس برخی منابع، شانس اصابت به هدف موشک وای‌جی-۸۲ تقریباً بالای ۹۸ درصد تخمین زده شده‌است.
این موشک قابلیت شلیک از انواع مختلف شناورهای سطحی و زیرسطحی، هواپیماها و سکوی‌های پرتاب ساحلی را  دارا می‌باشد. این موشک تحت نام سی-۸۰۲ به کشورهای مختلف صادر گردیده‌است.